# Persoonia chamaepeuce
Persoonia chamaepeuce är en tvåhjärtbladig växtart som beskrevs av Lhotsky och Meissn.. Persoonia chamaepeuce ingår i släktet Persoonia och familjen Proteaceae. Inga underarter finns listade i Catalogue of Life.